# 吸热过程
在热化学中，吸热过程（來自希臘語 ἔνδον (endon)，意即：“在……里”,和 θερμ- (therm)，意即：“热”   ）是系统的焓H（或内能U）增加的任何热力学过程。 在这样的过程中，封闭系统通常从其周围吸收热能，这就是热量传递到系统中。因此，吸热反应通常会导致系统温度升高和环境温度降低。它可能是一个化学过程，例如溶解硝酸铵（NH
4NO
3 )水溶液(H
2O) 或物理过程，例如冰块的融化。

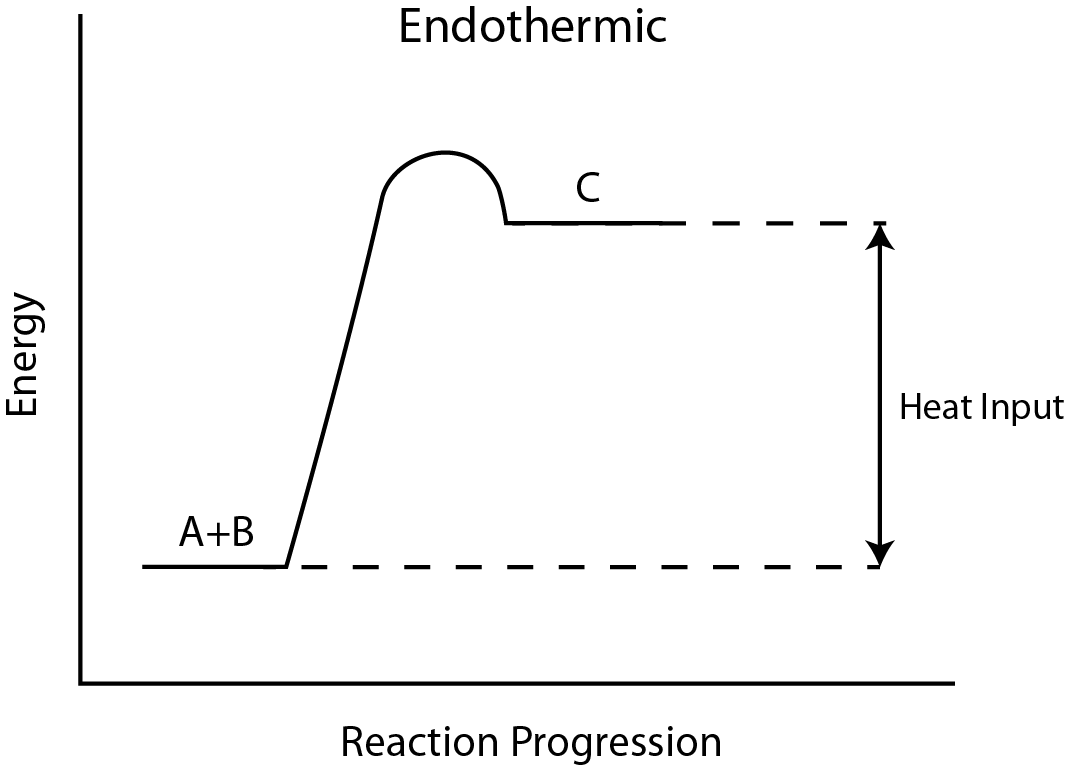
吸熱反應：反應物（A+B）吸收正反應活化能的能量變成活化複合體（高峰處），而後放出逆反應活化能的能量變成生成物（C）。正反應活化能減去逆反應活化能即為此反應吸收的熱量。

该术语由19世纪法国化学家马赛兰·贝特洛创造。与吸热过程相反的是放热过程，它释放或“释放”能量，通常以热的形式存在，有时以电能的形式存在。因此，在每个术语（吸热和放热）中，前缀指的是过程发生时热量（或电能）的去向。

## 化学中的应用
由于在各种过程（状态变化、化学反应）中键断裂和形成，通常会发生能量变化。如果形成键的能量大于断裂键的能量，则能量被释放。这被称为放热反应。但是，如果打破键所需的能量多于释放的能量，则能量会被吸收。因此，它是一个吸热反应。 

## 细节
一个过程能否自发发生不仅取决于焓变，还取决于熵变（ ∆S ）和绝对温度T。如果某个过程在特定温度下是自发过程，则产物的吉布斯自由能G = H – TS低于反应物（放能过程），即使产物的焓更高。因此，吸热过程通常需要系统中有利的熵增加( ∆S > 0 )，以克服不利的焓增加，以便仍然∆G < 0 。虽然吸热相变到更无序的更高熵状态（例如熔化和汽化）很常见，但在中等温度下的自发化学过程很少吸热。在假设的强吸热过程中，焓增加∆H ≫ 0通常导致∆G = ∆H – T∆S > 0 ，这意味着该过程不会发生（除非由电能或光子能驱动）。吸热和放能过程的一个例子是
{\displaystyle {\ce {C6H12O6 + 6 H2O -> 12 H2 + 6 CO2}}}
{\displaystyle \Delta _{r}H^{\circ }=+627\ {\text{kJ/mol}},\quad \Delta _{r}G^{\circ }=-31\ {\text{kJ/mol}}}

## 例子
- 蒸发
- 昇华
- 烷烃的裂解
- 热裂解
- 水解
- 恒星核心中比镍重的元素的核合成
- 高能中子可以在吸热过程中从锂-7中产生氚，消耗 2.466 MeV 。这是在 1954 年Castle Bravo核试验产生出乎意料的高当量时发现的。 [3]
- 超新星中比铁重的元素的核聚变[4]
- 氢氧化钡和氯化铵溶解在一起
- 将柠檬酸和小苏打溶解在一起[5]